# Teko Modise
Teko Tsholofelo Modise (Soweto, 22 dicembre 1982) è un ex calciatore sudafricano, di ruolo centrocampista.

## Carriera

### Club
Ha cominciato la propria carriera professionistica nel Ria Stars nel 2001, ma, dopo la cessione della società, è passato ai City Pillars, dove è rimasto fino al 2006, anno in cui è stato ingaggiato dal Supersport United. Nel 2006 fu anche nominato Mvela Golden League Player della stagione.
Dopo un anno passato al Supersport United si trasferì all'Orlando Pirates, dove, nel 2008, è stato premiato come miglior giocatore stagionale della PLS.
Nel mercato di riparazione del 2011 il fuoriclasse sudafricano viene acquistato dal team Mamelodi Sundowns.

### Nazionale
Modise ha iniziato la carriera internazionale direttamente nella nazionale maggiore. Non è mai sceso in campo, infatti, con le altre squadre nazionali. Ha debuttato con il Sudafrica nella sfida contro il Malawi, giocata il 26 maggio 2007 e valevole per la Coppa COSAFA 2007.
Ha realizzato tre doppiette contro Mauritius, Canada e Camerun, e singole marcature contro Botswana, Zambia e Australia.
Nel 2010 è stato convocato per i Mondiali di calcio in Sudafrica, senza però riuscire a passare alla fase ad eliminazione diretta.

## Palmarès

### Club

#### Competizioni nazionali
- Campionato sudafricano: 2
- Mamelodi: 2013-2014, 2015-2016
- Nedbank Cup: 1
- Mamelodi: 2014-2015
- Telkom Knockout: 1
- Mamelodi: 2015

#### Competizioni internazionali
- CAF Champions League: 1

Mam. Sundowns: 2016